# Gare de Blaisy-Bas
Gare de Blaisy-Bas – przystanek kolejowy w Blaisy-Bas, w departamencie Côte-d’Or, w regionie Burgundia-Franche-Comté, we Francji.
Jest przystankiem kolejowym Société nationale des chemins de fer français (SNCF), obsługiwanym przez pociągi TER Bourgogne.